# Hermann Graml
Hermann Graml (* 10. November 1928 in Miltenberg; † 4. Februar 2019 in Wasserburg am Inn) war ein deutscher Historiker und Publizist. Von Anfang 1953 bis zu seiner Pensionierung 1993 – mit einer Unterbrechung 1958/59 – gehörte er dem Münchner Institut für Zeitgeschichte an. Dort war er vor allem als Redakteur für die Zeitschrift Vierteljahrshefte für Zeitgeschichte zuständig. In seinen eigenen Arbeiten beschäftigte er sich mit dem Widerstand gegen den Nationalsozialismus, Außenpolitik und der Vorgeschichte der Bundesrepublik Deutschland. Gemeinsam mit Wolfgang Benz gab er die Schriftenreihe der Vierteljahrshefte für Zeitgeschichte heraus und mit Benz und Martin Broszat die Reihe Deutsche Geschichte der neuesten Zeit im Deutschen Taschenbuchverlag.

## Leben
Hermann Graml, Sohn eines Forstschuldirektors, der unter anderem Forstmeister des Fürsten Esterházy war, wuchs auf Schlössern in Edelstetten und in Günzburg auf. Im Zweiten Weltkrieg wurde er als Luftwaffenhelfer und zum Reichsarbeitsdienst herangezogen. 1945 geriet er in amerikanische Kriegsgefangenschaft.
Nach dem Abitur 1947 am Gymnasium Günzburg studierte er Geschichte, Germanistik und Politikwissenschaften an der Ludwig-Maximilians-Universität München bei Franz Schnabel und der Eberhard Karls Universität Tübingen bei Hans Rothfels und Theodor Eschenburg. 1953 wurde er Hilfskraft am Institut für Zeitgeschichte in München. 1958/59 war er Redakteur der Monatszeitschrift Hinter dem Eisernen Vorhang von Free Europe Press. Er war wissenschaftlicher Referent und später Chefredakteur (bis 1993) der Zeitschrift Vierteljahrshefte für Zeitgeschichte des Instituts.
Graml war verheiratet und Vater von zwei Kindern.

## Werk
Ein früher Aufsatz Gramls zum Nationalkomitee Freies Deutschland erschien 1952 in der Zeitschrift Neues Abendland, die zu der vom früheren Direktor des Instituts für Zeitgeschichte Gerhard Kroll gegründeten Abendländischen Aktion gehörte. Darin sprach Graml von „geistiger Heimatlosigkeit“ der Offiziere und folgerte, dass die „politischen Parolen des Westens nicht mehr befähigt“ seien, „den Abwehrkampf gegen den Osten“ zu tragen. Der „pseudoreligiöse Charakter des Gegners“ könne „nur durch Religion überwunden werden“. Ein Jahr später publizierte Graml in der Schriftenreihe der Bundeszentrale für den Heimatdienst eine grundlegende Darstellung zur „Reichskristallnacht“ von 1938. In den folgenden Jahren beschäftigte er sich mit der deutschen Militäropposition gegen den Nationalsozialismus. Dem amerikanischen Geschichtsrevisionisten David L. Hoggan wies er 1963 Dokumentenfälschungen nach.
Weitere Arbeiten Gramls beschäftigten sich mit den Stalin-Noten von 1952, der Deutschlandfrage und der Entwicklung Europas. Zur internationalen Politik im Europa der Zwischenkriegszeit legte er 1969 eine Gesamtdarstellung, Europa zwischen den Kriegen, vor. Darin interpretiert Graml bereits den außen- und innenpolitischen Revisionismus der deutschen Präsidialkabinette der Jahre 1930 bis 1933 als Vorstufe späterer Aggressionspolitik. 1985 veröffentlichte er eine Studie über die Alliierten und die Teilung Deutschlands und 1990 die Gesamtdarstellung Europas Weg in den Krieg.
Gemeinsam mit Wolfgang Benz verantwortete Graml die Schriftenreihe der Vierteljahrshefte für Zeitgeschichte und gab die Bände Weltprobleme zwischen den Machtblöcken (1981) und Europa nach dem Zweiten Weltkrieg im Rahmen der Fischer Weltgeschichte heraus. Für den Deutschen Taschenbuchverlag gab Graml mit Benz und Martin Broszat die Reihe Deutsche Geschichte der neuesten Zeit heraus.

## Ehrungen
Am 2. Juli 2002 wurde ihm die Ehrendoktorwürde durch die Fakultät für Geschichts- und Kunstwissenschaften der Ludwig-Maximilians-Universität München für sein Lebenswerk verliehen. 2004 erhielt er das Bundesverdienstkreuz am Bande des Verdienstordens der Bundesrepublik Deutschland.

## Schriften (Auswahl)
- als Herausgeber mit Wolfgang Benz: Weltprobleme zwischen den Machtblöcken (= Fischer-Weltgeschichte. Band 36: Das zwanzigste Jahrhundert, 3). Fischer-Taschenbuch-Verlag, Frankfurt am Main 1981, ISBN 3-596-60036-7.
- als Herausgeber mit Wolfgang Benz: Europa nach dem Zweiten Weltkrieg. 1945–1982 (= Fischer-Weltgeschichte. Band 36: Das zwanzigste Jahrhundert, 2). Fischer-Taschenbuch-Verlag, Frankfurt am Main 1983, ISBN 3-596-60035-9.
- als Herausgeber: Widerstand im Dritten Reich. Probleme, Ereignisse, Gestalten (= Fischer-Taschenbücher, 4319). Fischer-Taschenbuch Verlag, Frankfurt am Main 1984, ISBN 3-596-24319-X.
- Die Alliierten und die Teilung Deutschlands. Konflikte und Entscheidungen. 1941–1948 (= Fischer-Taschenbücher, 4310). Fischer-Taschenbuch-Verlag, Frankfurt am Main 1985, ISBN 3-596-24310-6.
- Reichskristallnacht. Antisemitismus und Judenverfolgung im Dritten Reich (= dtv, 4519). Deutscher Taschenbuch-Verlag, München 1988, ISBN 3-423-04519-1.[3]
- als Herausgeber mit Wolfgang Benz und Hermann Weiß: Enzyklopädie des Nationalsozialismus.
  - Klett-Cotta, Stuttgart 1997, ISBN 3-608-91805-1.
  - dtv, München 2007 (5. erw. und akt. Aufl.), ISBN 3-423-34408-3.[4]
- Europas Weg in den Krieg. Hitler und die Mächte 1939 (= Quellen und Darstellungen zur Zeitgeschichte. Band 29). Oldenbourg, München 1998, ISBN 3-486-55151-5.
- Zwischen Stresemann und Hitler. Die Außenpolitik der Präsidialkabinette Brüning, Papen und Schleicher (= Schriftenreihe der Vierteljahrshefte für Zeitgeschichte. Band 83). Oldenbourg, München 2001, ISBN 3-486-64583-8.
- Hitler und England. Ein Essay zur nationalsozialistischen Außenpolitik 1920 bis 1940. Oldenbourg, München 2009, ISBN 978-3-486-59145-3.
- Bernhard von Bülow und die deutsche Außenpolitik. Hybris und Augenmaß im Auswärtigen Amt. Oldenbourg, München 2012, ISBN 978-3-486-70945-2 (Rezension).